# Партія Надії (Японія)
Партія Надії  (希望の党, Kibō no Tō) була консервативною політичною партією Японії заснована  Губернатором Токіо Коїке Юріко. Партія заснована безпосередньо перед закликом до парламентських виборів у 2017. Ідеологія партії - японський консерватизм та японський націоналізм.
7 травня 2018 року Партія Надії  об’єднався з Демократичною партією (Японія), утворивши Народну демократичну партію . Однак деякі праві популісти вирішили створити нову партію з такою ж назвою. У жовтні 2021 року партія розпалася вдруге.

## Історія
На губернаторських виборах у 2016 році губернатора Коїке Юріко було обрано губернатором від Ліберально-демократичної партії (ЛДП), хоча вона не була офіційним кандидатом від партії.  Потім вона сформувала регіональну партію: Tomin First no Kai, яка була заснована для столичних виборів 2017 року . Партія "Нова Комейто" підтримала губернатора Коіке в столичній раді, хоча вони входили до коаліційного уряду з ЛДП на національному рівні. У той час партія була описана як правоцентристська . 
Потім, 25 вересня 2017 року, після того, як прем’єр-міністр Сіндзо Абе призначив загальні вибори в жовтні 2017 року, Коіке оголосила, що заснує національну партію під назвою «Партія Надії» на основі "Томін Перший но Кай".  Оскільки Партія Надії у той час оголосила, що вона центристська ліберальна партія, рівень підтримки її займав друге місце серед політичних партій Японії невдовзі після її заснування. Найбільша опозиційна партія Демократична партія (Японія),на той час, стурбована постійним низьким рівнем підтримки з 2012 року,  оголосила, що партія відмовилася від планів брати участь у загальних виборах 2017 року, оскільки Сейдзі Маехара, консерватор і лідер у  ДП  на той час, вирішив розпочати злиття з Партією Надії.  Кокус ДП у Палаті представників розпався, і багато існуючих представників партії змагалися на виборах як кандидати від Партії Надії.  Це призвело до розколу 2 жовтня 2017 року Конституційно-демократичнної партії Японії, яка складається з лівих і ліберальних політиків ДП, яких Койке відхилив як кандидатів від Кібо но То.  
Повідомлялося, що Партія Надії тісно пов’язана з деякими ультраправими організаціями, такими як Ganbare Nippon, заснована Сатору Мідзусіма . Деякі члени Партія Надії, як-от Наріакі Накаяма, також ультраправі.  Рівень підтримки Партії Надії різко знизився перед виборами, і зрештою вони отримали лише 50 місць, навіть менше, ніж нещодавно заснована Конституційно-демократична партія Японії .
10 листопада 2017 року партія провела вибори керівництва для обрання співголови партії. Юічіро Тамакі був обраний на партійних виборах з перевагою 39 проти 14. Коіке пішов у відставку з поста лідера партії 14 листопада 2017 року через погану результативність на загальних виборах, залишивши Тамакі одноосібним лідером.  
24 квітня 2018 року керівництво Партії Надії і Демократичної партії оголосило на спільній прес-конференції, що обидві партії погодилися об’єднатися в травні 2018 року під назвою Демократична партія для народу (DPFP). Кілька фракцій в обох партіях не планують входити до нової партії. Очікується, що члени цих фракцій створять власну партію, приєднаються до інших партій або стануть незалежними. 

### Відновлення після злиття DPFP
До злиття ультраправі члени Партії Надії на чолі з Shigefumi Matsuzawa заявили, що вони мають намір створити окрему партію, яка збереже назву Партія Надії.  Партія була створена 7 травня 2018 року, в день злиття ДПФП. 
5 червня 2018 року колишній генеральний секретар Куніко Кода залишив партію, тому Партія Надії втратила свій юридичний статус політичної партії та стала політичною організацією.  
28 травня 2019 року Мацудзава пішов у відставку з поста лідера партії, а новим лідером партії став Наріакі Накаяма .
10 жовтня 2021 року Накаяма, єдиний член парламенту, не балотувався на наступних виборах до Палати представників і заявив про свій намір піти з політики.   18 числа того ж місяця Накаяма офіційно оголосив про свою відставку на прес-конференції, виявивши, що Партія надії, яку він представляв, розпустилася 1 числа того ж місяця. 

## Президенти партії
| Н | Ім'я               | Зображення | Термін повноважень  | Термін повноважень  | Результати виборів |
| Н | Ім'я               | Зображення | Заступив на посаду  | Залишив посаду      | Результати виборів |
| - | ------------------ | ---------- | ------------------- | ------------------- | ------------------ |
| 1 | Юріко Койке        | </img>     | 25 вересня 2017 р   | 14 листопада 2017 р | Без протидії       |
| 2 | Юічіро Тамакі      | </img>     | 14 листопада 2017 р | 7 травня 2018 р     | Без протидії       |
| 3 | Шигефумі Мацудзава | </img>     | 7 травня 2018 р     | 28 травня 2019 р    | Без протидії       |
| 4 | Наріакі Накаяма    | </img>     | 28 травня 2019 р    | 1 жовтня 2021 р     | Без протидії       |

## Результати виборів

### палата представників
| Вибори   | Лідер       | Виборчий округ | Виборчий округ | Виборчий округ | Партійний список | Партійний список | Партійний список | Всього | Статус |
| Вибори   | Лідер       | голосів        | %              | Місць          | голосів          | %                | Місць            | Всього | Статус |
| -------- | ----------- | -------------- | -------------- | -------------- | ---------------- | ---------------- | ---------------- | --- | ------ |
| 2017 рік | Юріко Койке | 11,437,602     | 20.64          | 32 / 176       | 9 677 524        | 17.36            | 18 / 289         | style="background:#ffdddd; color:black; vertical-align:middle; text-align:center; " class="table-no2" \|Opposition |        |

1. ↑  The official candidate was Hiroya Masuda.

## Логотипи

(2017–2018)
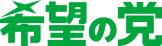
(2018–2022)